# Lech-mező
A Lech-mező (németül Lechfeld) a Lech és a Wertach folyók között, Landsberg és Augsburg közt elnyúló, 40 kilométer hosszú síkság Bajorországban. Az egykori tófenék felületét jelenleg rétek és szántóföldek takarják.
955. augusztus 10-én a magyar hadak I. Ottó császár hadaitól súlyos vereséget szenvedtek a Lech-mezőn.